# Halstervleerhond
De halstervleerhond (Pteropus capistratus) is een vleermuis uit het geslacht Pteropus die voorkomt in de Bismarck-archipel van Papoea-Nieuw-Guinea op de eilanden Mioko, Nieuw-Brittannië, Nieuw-Ierland, Sakar en Umboi. De populatie op New Ireland wordt als een aparte ondersoort gezien, P. c. ennisae Flannery & White, 1991, naast P. c. capistratus op de overige eilanden. P. capistratus wordt vaak als een ondersoort van P. temminckii gezien, maar die verschilt waarschijnlijk genoeg om als een aparte soort te worden beschouwd. Het is een zeldzame, solitaire soort.
De halstervleerhond is een kleine, lichte vleerhond met bruine vleugels. De kop is donkerbruin bij de ondersoort ennisae, maar is bedekt met een zwart-wit patroon in de ondersoort capistratus. De kop-romplengte bedraagt 155 tot 185 mm, de voorarmlengte 109,0 tot 118,5 mm, de tibialengte 55,6 tot 55,9 mm, de oorlengte 18,4 tot 21,4 mm en het gewicht 170 tot 270 g.